# هالی رایدر
هالی رایدر (انگلیسی: Holly Ryder؛ زاده) یک بازیگر پورنوگرافی است.